# East End Lions F.C. 2011-2012
Questa voce raccoglie le informazioni riguardanti il East End Lions F.C. nelle competizioni ufficiali della stagione 2011-2012.

## Rosa
| N. |                         | Ruolo | Calciatore            |
| -- | ----------------------- | ----- | --------------------- |
|    | Sierra Leone (bandiera) | P     | Alhaji Conteh         |
|    | Sierra Leone (bandiera) | P     | Mohamed Jalloh        |
|    | Sierra Leone (bandiera) | P     | Mohamed Kanú          |
|    | Sierra Leone (bandiera) | D     | Mohamed Bah           |
|    | Sierra Leone (bandiera) | D     | Kai Gborie            |
|    | Sierra Leone (bandiera) | D     | Issa Kamara           |
|    | Sierra Leone (bandiera) | D     | Ibrahim Kamara        |
|    | Sierra Leone (bandiera) | D     | Ibrahim Kargbo        |
|    | Sierra Leone (bandiera) | D     | Abu Sesay             |
|    | Sierra Leone (bandiera) | D     | Mohamed Rogers        |
|    | Sierra Leone (bandiera) | D     | Samuel Sesay          |
|    | Sierra Leone (bandiera) | C     | Musa Sesay            |
|    | Sierra Leone (bandiera) | C     | Alimamy "Okomi" Sesay |

| N. |                         | Ruolo | Calciatore       |
| -- | ----------------------- | ----- | ---------------- |
|    | Sierra Leone (bandiera) | C     | Amara Kamara     |
|    | Sierra Leone (bandiera) | C     | Aljaji Samuels   |
|    | Sierra Leone (bandiera) | C     | Mohamed Fofanah  |
|    | Sierra Leone (bandiera) | A     | Abdulai Bundu    |
|    | Sierra Leone (bandiera) | A     | Amudu Conteh     |
|    | Sierra Leone (bandiera) | A     | Mustapha Conteh  |
|    | Sierra Leone (bandiera) | A     | David Conteh     |
|    | Sierra Leone (bandiera) | A     | Alia Fofanah     |
|    | Sierra Leone (bandiera) | A     | Seray Jah        |
|    | Sierra Leone (bandiera) | A     | Dauda Kanú       |
|    | Sierra Leone (bandiera) | A     | Sidique Mansaray |
|    | Sierra Leone (bandiera) | A     | Foday Samura     |